# Грузинский национальный совет
Национальный совет Грузии (декабрь 1917 — июнь 1918) — политический межпартийный орган Грузии.

## История
Национальный Совет был создан на I Национальном Съезде Грузии, состоявшемся 20 ноября (3 декабря) 1917 г. по инициативе грузинского Межпартийного Совета с участием всех политических партий Грузии, кроме партии большевиков. Ведущую роль в Национальном совете Грузии играли меньшевики.
Выступивший на съезде с докладом «Текущий момент и грузинский народ» будущий премьер-министр Грузии Ной Жордания подчеркнул приверженность всех партий сохранению единства с Россией и восстановлению власти Временного правительства.
В докладе также содержалось требование полного самоуправления Грузии «в пределах России» и указывалось на необходимость произвести национально-территориальный раздел территории Закавказья, основываясь на общем согласии.
6 (19) декабря Совет опубликовал обращение к грузинскому народу, в котором заявил, что в условиях, когда война нарушила политическое единство российского государства и расстроила его экономическую жизнь, когда более не существует единого, признанного всеми центрального правительства, Национальный совет Грузии «призван выявить, возглавить и осуществить общественно-политические и национальные требования, защитить и упрочить революционно-демократические устремления грузинского народа… Национальному совету поручено потребовать и осуществить полное национально-территориальное законодательное самоуправление с осуществлением широкого самоуправления мусульманской Грузии, а также других окраинных мест, чьи жители изъявят желание войти в состав Грузии».
Национальный совет Грузии, не признав власти Совета народных комиссаров, на тот момент не ставил вопрос об отделении Грузии от России.
В начале 1918 г., однако, ситуация изменилась. Разгон большевиками в Москве Учредительного собрания и связанный с этим созыв Закавказского сейма как законодательного органа Закавказья, крестьянские восстания, вспыхнувшие весной 1918 г. во многих районах Грузии, подписание Советской Россией Брестского мира, по которому Турции отходили населённые грузинами и армянами области Батума, Карса и Ардагана, начавшееся наступление турецких войск и последовавшие военные неудачи — всё это привело к тому, что 9 (22) апреля 1918 г. Закавказский сейм провозгласил Закавказье независимой Закавказской Демократической Федеративной Республикой.
Правительство ЗДФР, не располагая силами для отпора турецкому наступлению, было вынуждено пойти на мирные переговоры (при посредничестве Германии).
Переговоры, продолжавшиеся в Батуми с 24 мая по 8 июня, выявили острые внешнеполитические разногласия между Национальными советами Грузии, Армении и Азербайджана, что в конце концов привело к созданию отдельных национальных государств.
На переговорах Турция предъявила ещё более тяжёлые условия, чем предусматривал Брестский договор, — Закавказье должно было уступить Турции две трети территории Эриванской губернии, Ахалцихский и Ахалкалакский уезды Тифлисской губернии, а также контроль над Закавказской железной дорогой.
В этой ситуации Национальный совет Грузии обратился за помощью и покровительством к Германии. Германское командование охотно откликнулось на это обращение, поскольку Германия ещё в апреле 1918 подписала с Турцией секретное соглашение о разделе сфер влияния в Закавказье, согласно которому Грузия и без того находилась в сфере влияния Германии. Германские представители посоветовали Грузии незамедлительно провозгласить независимость и официально просить Германию о покровительстве, чтобы избежать турецкого нашествия и гибели.
6-7 июня 1918 г. на заседании исполкома Национального совета Грузии это предложение было принято. Там же было решено впредь именовать Национальный совет Грузии парламентом Грузии.

## Грузия и Абхазия
9 февраля 1918 г. между Национальным советом Грузии и Народным советом Абхазии был заключён договор, зафиксировавший границу Абхазии с Грузией по реке Ингури и констатировавший, что «форма будущего политического устройства единой Абхазии должна быть выработана в соответствии с принципом национального самоопределения на Учредительном Собрании Абхазии».
Однако уже в июне 1918 года территория Абхазии, где была провозглашена Советская власть, была оккупирована войсками Грузинской Демократической Республики при содействии германских войск.

## См.также
- Национальный совет Азербайджана